# St. Johannes der Täufer (Hohenaltheim)

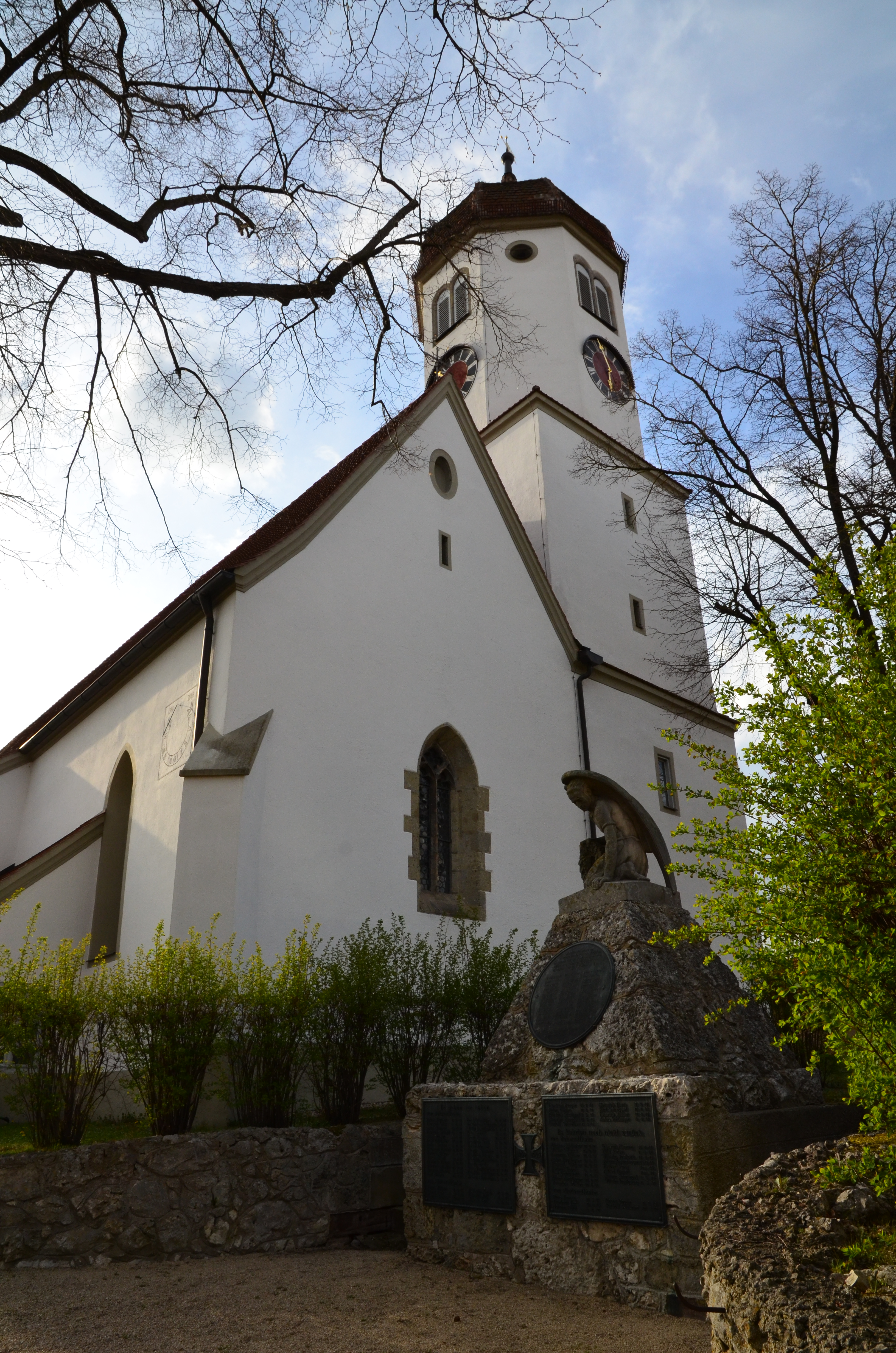
St. Johannes der Täufer in Hohenaltheim

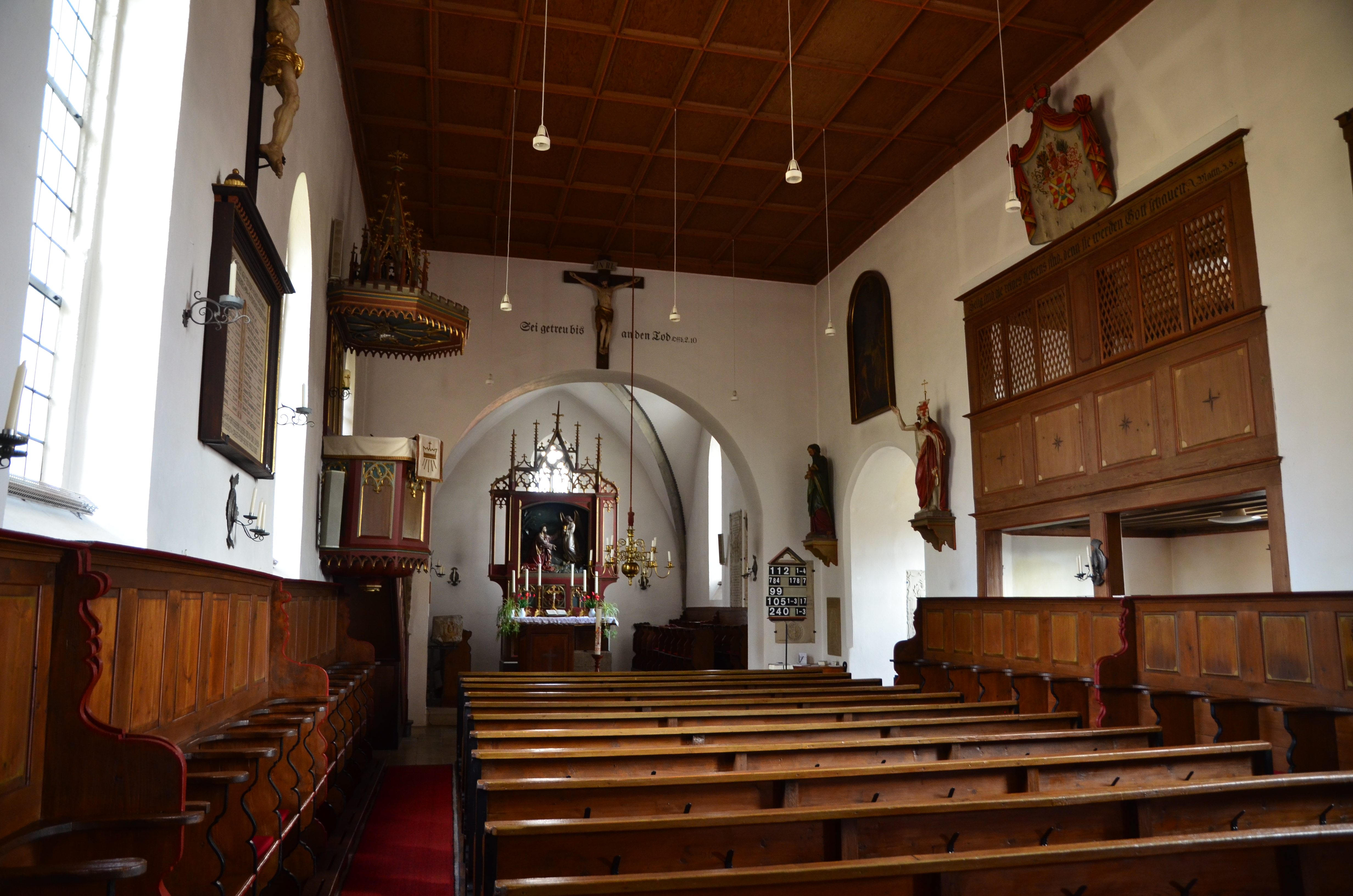
Innenraum mit Chorblick

Die evangelisch-lutherische Pfarrkirche St. Johannes der Täufer steht in Hohenaltheim, einer Gemeinde im schwäbischen Landkreis Donau-Ries von Bayern. Das Bauwerk ist in der Liste der Baudenkmäler in Hohenaltheim als Baudenkmal unter der Nr. D-7-79-162-1 eingetragen. Die Kirche gehört zum Evangelisch-Lutherischen Dekanat Donau-Ries des Kirchenkreises Augsburg der Evangelisch-Lutherischen Kirche in Bayern.

## Beschreibung
Die Pfarrkirche wurde um 1360 anstelle des karolingischen Vorgängerbaus erbaut, in dem 916 die Synode von Hohenaltheim stattfand und von dem nichts mehr erhalten ist. Die Saalkirche besteht aus einem Langhaus, das 1755 nach Westen verlängert wurde, einem gleich breiten Chor im Osten, dem 1617/18 errichteten Chorflankenturm auf gotischen Grundmauern an dessen Nordwand und einem Anbau an der Südwand des Langhauses, der ursprünglich für die Fürsten reserviert war, und heute als Sakristei und Vestibül dient. Der Chorflankenturm wurde mit einem achteckigen Geschoss, das die Turmuhr und den Glockenstuhl beherbergt, aufgestockt und mit einer Zwiebelhaube bedeckt. Der Innenraum des Langhauses ist mit einer Holzbalkendecke überspannt, der des Chors mit einem Kreuzrippengewölbe. Die Kirchenausstattung ist neugotisch, das Taufbecken stammt jedoch aus dem 11. Jahrhundert. Ein Tafelbild, auf dem die  Grablegung dargestellt ist, wurde 1762 gestiftet.